# Eberhard Nestle
Pour les articles homonymes, voir Nestle.
Eberhard Nestle, né le 1er mai 1851 à Stuttgart et mort le 9 mars 1913 en cette même ville, est un théologien et orientaliste wurtembergeois. Son édition du Nouveau Testament grec, le Novum Testamentum Græce (désormais « édition Nestle-Aland ») est aujourd'hui la plus diffusée.

## Biographie
Nestle était le fils du premier procureur de Stuttgart, Christian-Gottlieb Nestle, et de sa femme Sophie-Beate Kleinmann. Son père se remaria, lui donnant un demi-frère, le futur philologue Wilhelm Nestle (de).
Eberhard Nestle étudia à l'université de Tübingen de 1869 à 1874, et soutint une thèse de doctorat en philosophie sur les transcriptions hébraïques et grecques du livre d'Ézéchiel. Il se consacra ensuite à l'étude des langues orientales et publia entre autres une Grammaire du syriaque. Par la suite, ces connaissances lui permirent de produire une édition critique fouillée du texte biblique. Sa formation terminée, il fut d'abord répétiteur au séminaire évangélique de Tübingen, puis professeur de lycée à Ulm ; il présenta sans succès sa candidature à l'université de Tübingen, mais en 1898 devint professeur et même Éphore (1912) du séminaire évangélique de Maulbronn.
Il épousa Klara Kommerell (1852-1887) à Tübingen en 1880 dont il eut un fils, Erwin Nestle. Il épousa en secondes noces Elisabeth Aichele (1867-1944) en 1890, qui lui donna cinq filles et un fils.
C’est en 1898 que l'Institut biblique du Wurtemberg fit imprimer l'édition du Nouveau Testament grec préparée et amendée par Nestle à partir d'anciens manuscrits et des leçons déjà connues, sous le titre « Novum Testamentum Graece cum apparatu critico ex editionibus et libris manu scriptis collecto » (en abrégé : Novum Testamentum Græce).
En quelques années, l’« édition Nestle » s'imposa à travers le monde entier comme l’édition critique de référence du Nouveau Testament grec. À la mort d'Eberhard Nestle, son fils Erwin reprit le travail d'élaboration du texte, y apportant de constantes améliorations et mises à jour. Kurt Aland a participé à ce travail de 1952 à sa mort, en 1994. L'« édition Nestle-Aland » du Nouveau Testament en est depuis décembre 2012 à sa 28e édition.

## Œuvres
- Novum testamentum Græce post Eberhard et Erwin Nestle editione vicesima septima revisa communiter ed. Barbara Aland... Apparatum criticum novis curis elaboraverunt Barbara et Kurt Aland una cum Instituto Studiorum Textus Novi Testamenti Monasterii Westphaliae. Stuttgart, 2005  (ISBN 3-438-05115-X)